# Licznik odwiedzin strony WWW
Licznik odwiedzin strony WWW – mechanizm zliczający odwiedziny dokumentu udostępnionego w sieci WWW. Wartość licznika zostaje zwiększona o jeden wraz z każdą unikalną wizytą. Obecnie liczniki odwiedzin tracą popularność na rzecz kompleksowych systemów statystyk zapisujących także szczegółowe dane każdego odwiedzającego.
Obecnie za licznik również uważa się graficzny lub numeryczny element strony, który wyświetla informację o jej oglądalności. Innymi słowy, licznik nie musi sam liczyć odsłony, może pobierać te dane z systemu statystyk, co pozwala na poszerzenie możliwości w zakresie prezentowania danych - mogą to być nie tylko liczba odsłon ogółem, lecz też liczba użytkowników czy wizyt, za określony okres, na przykład dzisiaj. Taki licznik nie reaguje bezpośrednio na odświeżenie strony, dlatego nie jest podatny na problem opisany poniżej.

## Odporność na odświeżanie
Wadą prostych liczników jest brak odporności na celowe, powtarzane odświeżanie strony. Wartość staje się wówczas nierzetelna, ponieważ odświeżenie strony nie wyraża chęci odwiedzin zasobu. W dużym stopniu uodpornić licznik na sztuczne odświeżanie można poprzez:
- Nałożenie na użytkownika restrykcyjnej sesji lub ciasteczka
- Wymuszenie pobrania dokumentu do pamięci podręcznej
- Zapisanie na serwerze wykorzystywanego adresu IP